# Pustynia

Największe pustynie świata

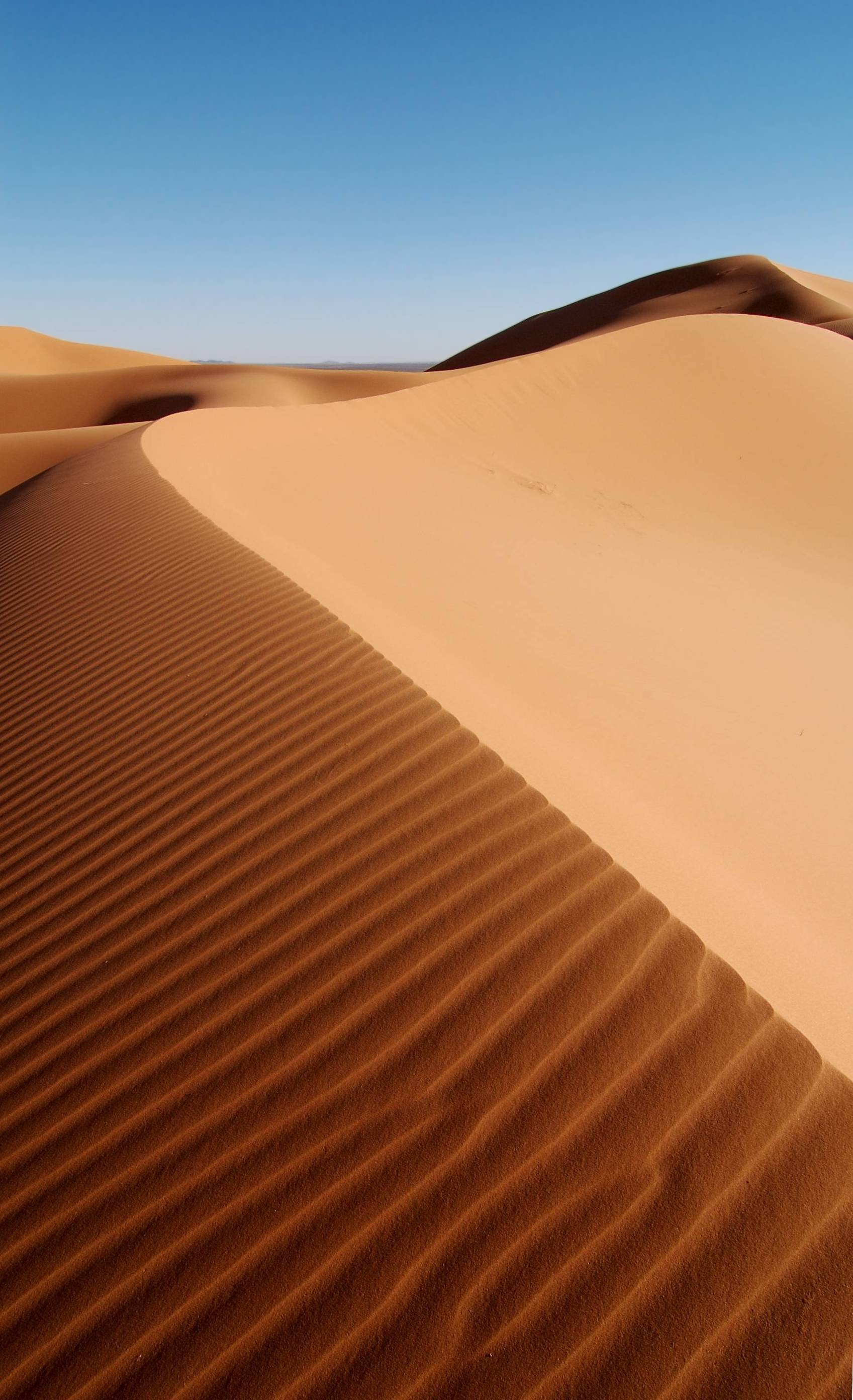
Sahara w Maroku

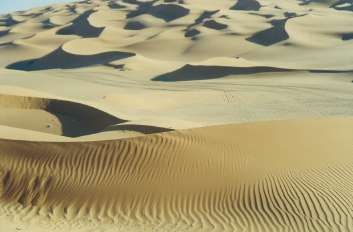
Pustynia piaszczysta – Sahara (Libia)

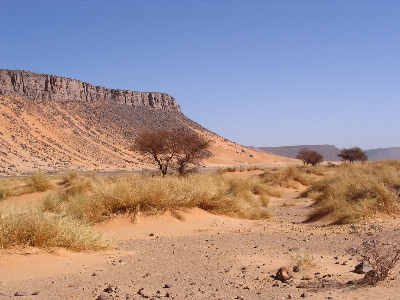
Pustynia kamienista – Sahara w Algierii

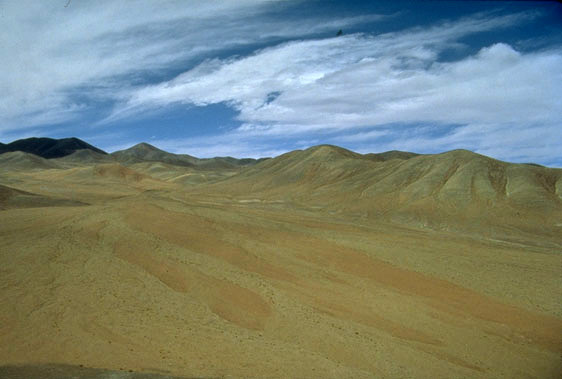
Atacama – najbardziej sucha pustynia świata

Uedy na pustyni Negew

Pustynia – teren o dużej powierzchni, na którym zwarta roślinność nie przekracza 10 %, z powodu małej ilości opadów i przynajmniej okresowo wysokich temperatur powietrza, co sprawia, że parowanie przewyższa ilość opadów. Na gorących pustyniach temperatury przekraczają nawet 50 °C, nocą zaś spadają do 0 °C. Charakterystyczne są dla nich znaczne amplitudy dobowe temperatury, stały deficyt wilgotności oraz silne nasłonecznienie.
Czasem termin pustynia stosowany jest również do obszarów pozbawionych zwartej roślinności z innych powodów niż przewaga parowania nad opadami, np. do pustyń lodowych. Funkcjonują również określenia odległe znaczeniowo od podstawowego terminu, takie jak pustynia porostowa.
Ścisłe definiowanie terminu „pustynia” napotyka na trudności, gdyż płynnie przechodzi ona w półpustynię, a następnie w step pustynny, suchy step i step. W efekcie istnieją w różnych źródłach rozbieżności co do łącznej powierzchni zajmowanej przez pustynie i półpustynie.
Roślinność na pustyniach jest uboga, ale wiele roślin przystosowało się do tak skrajnych warunków klimatycznych poprzez skrócenie okresu wegetacyjnego na okres pory deszczowej, gromadząc wodę (tzw. sukulenty i efemery), wydłużając system korzeniowy, tak by sięgał do zasobów wody podziemnej na znacznych głębokościach, czy wytwarzając kutykulę – cienką warstwę kutyny, która zabezpiecza przed nadmierną utratą wody. Roślinność taka nie zajmuje jednak więcej niż 10% powierzchni. Większe płaty roślinności występują w oazach.
Pustynie właściwe występują głównie w strefie zwrotnikowej: w Afryce północnej i południowej, na Bliskim Wschodzie, w Ameryce Południowej i centralnej Australii, a także w strefie podzwrotnikowej, np. w Azji Środkowej czy Ameryce Północnej.

## Wiadomości ogólne
Przyczyny powstawania pustyń mogą być różnorodne: niskie opady i temperatury, bardzo silne wyjałowienie gleby, jej silne zasolenie (przez chlorki, siarczany, węglan sodu), zatrucie środowiska gazami wulkanicznymi lub wyziewami z fabryk (głównie hut miedzi), albo też nadmierny wypas i inne formy działalności człowieka. Naturalne pustynie istnieją na obszarach skrajnie suchych o ujemnym bilansie wodnym (potencjalne parowanie przewyższałoby wielokrotnie opady). Mogą to być obszary stale lub okresowo bardzo gorące, miejscami nieraz przez długie lata zupełnie pozbawione opadów, gdzie średnie temperatury wielu miesięcy przekraczają 30 °C, a maksymalne 50 °C; położone przeważnie pomiędzy 15° a 30° (35°) szerokości geograficznej północnej oraz południowej, co wynika z charakterystycznej cyrkulacji atmosferycznej i geograficznego rozkładu opadów na Ziemi (Pustynie i półpustynie gorące), albo też obszary oddalone od zwrotników, położone w głębi lądu (np. w Azji Środkowej, pn.-zach. Chinach, płd.-zach. Mongolii, w stanie Nevada w USA), o klimacie skrajnie kontynentalnym, z wysokimi temperaturami latem i niskimi w zimie.

## Typy pustyń
Ze względu na sposób powstania wyróżnia się następujące typy pustyń:
- zwrotnikowe – powstałe na obszarach znajdujących się pod wpływem klimatu zwrotnikowego (np. Sahara, Wielka Pustynia Wiktorii)
- nadbrzeżne – powstałe w wyniku działania zimnych prądów morskich (np. Namib – prąd Benguelski, Atakama – prąd Peruwiański)
- strefy umiarkowanej – powstałe w cieniu opadowym gór (np. Gobi, Takla Makan)
- polarne (chłodne, arktyczne) – powstałe na obszarach znajdujących się pod wpływem klimatu polarnego

Ze względu na materiał budujący wyróżnia się następujące typy pustyń:
- skaliste, kamieniste (hamada) (np. znaczna część Sahary i Tybetu oraz część Gór Skalistych)
- żwirowe, żwirowate (serir, reg – część Sahary; gibber – niektóre pustynie Australii)
- piaszczyste (erg) (np. Wielka Pustynia Wiktorii i Wielka Pustynia Piaszczysta, Wielki Erg Zachodni i Wielki Erg Wschodni, Kyzył-kum i Kara-kum, Atakama, Ar-Rub al-Khali, Wielki Nefud)
- ilaste (kewir, takyr, plaja) – występują na Wyżynie Irańskiej
- słone (np. Salar de Uyuni w Boliwii)
- lodowe – tereny strefy podbiegunowej pokryte lądolodem

Ze względu na miejsce istnienia wyróżnia się następujące typy pustyń:
- pustynia górzysta
- pustynia wyżynna
- pustynia nizinna

## Warunki atmosferyczne

### Opady
Opady na pustyni są bardzo niskie, ale wartości ich mogą być zróżnicowane. Wynoszą one, według różnych źródeł, do 160, 250 lub nawet 300 mm rocznie; niekiedy mogą być nawet większe, ale za to nierównomiernie rozłożone w ciągu roku.
W Europie jako pustynię określa się obszar, który otrzymuje rocznie poniżej 100 mm opadów; w Stanach Zjednoczonych poniżej 200 mm. Z drugiej strony niektóre tereny otrzymują zaledwie 10–20 mm rocznego opadu; istnieją też obszary (np. środkowa Sahara, wnętrze Płw. Arabskiego, północ Chile, pd.-wsch. Iran, zach. Indie, pn. Meksyk, zach. Australia), na których deszcz nie pada przez wiele kolejnych lat. Przyczyną małej ilości opadów mogą być: wysokie ciśnienie atmosferyczne w strefie podzwrotnikowej (Sahara; pustynie, a właściwie półpustynie Australii); położenie w tzw. „cieniu opadowym” (pustynie w zachodniej części Ameryki Północnej, niektóre półpustynie w Afryce Wschodniej i Południowej); duża wysokość nad poziomem morza (pustynie Tybetu i Boliwii; Pustynia Gobi). Na pustyni występuje małe zachmurzenie i niska wilgotność względna (poniżej 20%); wyjątek stanowią tzw. pustynie mgielne leżące na zach. wybrzeżach kontynentów, wzdłuż których płyną zimne prądy morskie, powodujące dużą wilgotność powietrza (70–80%), występowanie częstych mgieł i dużego zachmurzenia, przy niemal zupełnym braku opadów (fragmenty pustyń Atakama w Chile i Namib w Afryce Południowo-Zachodniej) niewielkiej ilości wody dostarczają tam skraplające się mgły. Te różnice w wielkości i rozkładzie opadów są jedną z przyczyn ogromnego zróżnicowania ekosystemów pustynnych.

### Temperatura
Temperatura powietrza na pustyniach jest wysoka, przynajmniej latem, i bardzo zmienna: maksymalna na pustyniach gorących może zbliżać się do 60 °C, minimalna spada poniżej 0 °C, a na chłodnych pustyniach Azji Środkowej do 30 °C; występują znaczne dobowe (do 30–40 °C) i roczne wahania temperatury (zwłaszcza w środk. Azji, gdzie dochodzą do 60 °C). O temperaturze decyduje zarówno szerokość geograficzna, jak i wysokość nad poziomem morza, a przyczyną olbrzymich różnic temperatury między dniem a nocą jest niska wilgotność powietrza. Tylko na pustyniach mgielnych, przy stale istniejącym zachmurzeniu, dobowe wahania temperatury są minimalne. Istotna dla organizmów żyjących na pustyni jest też temperatura gruntu, która może osiągać w południe 70–85 °C, a w nocy obniża się poniżej 0 °C.
Pustynie są zasadniczo obszarami bezodpływowymi. Brak jest na ich terenie stałego odpływu powierzchniowego poza tzw. rzekami tranzytowymi albo allochtonicznymi (tj. przepływającymi przez pustynie, np. Nil), oraz rzekami przybyszowymi, których źródła leżą poza obszarem pustyni, na której kończą swój bieg, ginąc w piaskach lub tworząc tzw. suchą deltę. Cieki okresowe występują nieregularnie i bardzo krótko (cieki epizodyczne), wypełniając długie, kręte doliny pustynne wadi (arab. uedy, w Meksyku i USA arrayo, na terenach nadkaspijskich bałkan), które raz na kilka lat, po obfitym opadzie, zmieniają się w rwący potok. Gdzieniegdzie na pustyniach istnieją źródła (Oaza). Zbiorniki wodne występują rzadko i są przeważnie silnie zasolone (słone, gorzkie, sodowe, boraksowe); rzadko stałe, np. Jezioro Aralskie; częściej efemeryczne: okresowe lub epizodyczne. Lokalne nazwy takich okresowych i epizodycznych zbiorników lub bagien, a równocześnie płaskich obszarów powstałych po ich wyschnięciu, to sebkha (sebka; Sahara), shott (szott; północna Afryka), kewir (Iran), takyr (Nizina Turańska), salar i salina (Andy), pampa (cała Ameryka Południowa). Po wyschnięciu słonego zbiornika wodnego, dno może być pokryte wykwitami soli (sołonczaki). Zbiorniki stałe, ze względu na sezonowe zmiany wielkości opadów, parowania i dopływu charakteryzują się dużymi zmianami poziomu wody i powierzchni. Powierzchnia jeziora Czad w Afryce waha się od 11 000 do 22 000 km², jeszcze większe zmiany powierzchni występują w Jeziorze Eyre (Australia). Amplituda wahań poziomu lustra wody w Morzu Martwym równa była w XX w. 12 m. W związku z pustynnieniem klimatu na wielu obszarach w latach 1950–1980 nastąpiło obniżenie się poziomu lustra wody, np. w Morzu Kaspijskim o ponad 3 m, w Morzu Martwym o 4 m.

### Rzeźba terenu i geomorfologia
Na pustyniach przeważa wietrzenie fizyczne ze względu na częste i znaczne wahania temperatury; odgrywa tu istotną rolę silna insolacja na pustyniach gorących i zamróz na pustyniach kontynentalnych. Wietrzenie chemiczne odgrywa mniejsza rolę, a związane jest z oddziaływaniem soli i z działalnością wód epizodycznych; jego rezultatem są skorupy żelaziste i solne, funkcjonujące jako pancerz pustynny (patyna, lakier pustynny). Wobec braku okrywy roślinnej na rzeźbę pustyni duży wpływ ma działalność deflacyjna wiatru, czyli wywiewanie (tworzące m.in. niecki, rynny, wanny i misy deflacyjne, kieszenie, jamy, wydmuszyska, ostańce i bruki deflacyjne) oraz działalność korazyjna, czyli żłobienie, ścieranie i polerowanie powierzchni skalnych przez piasek niesiony przez wiatr (jej wytworem są np. wygłady eoliczne, żłobki i bruzdy korazyjne, graniaki wiatrowe, grzyby i okapy skalne), a także akumulacja eoliczna (tworząca m.in. zmarszczki eoliczne; wydmy, takie jak barchany, wydmy podłużne, wydmy poprzeczne, wydmy paraboliczne, wydmy gwiaździste; wielkie garby piaszczyste draa i in.).
Ostatnio uważa się jednak, że największą rolę w kształtowaniu rzeźby pustyni odgrywały i odgrywają nadal wody opadowe, działające zwykle nieregularnie i krótkotrwale, ale bardzo gwałtownie. Za najważniejsze procesy uważa się spłukiwanie bruzdowe i wąwozowe oraz zmyw pokrywowy. Opady okresowe pogłębiają stare doliny plejstoceńskie (wadi), powstałe w wilgotnym (pluwialnym) klimacie. Istotna jest też działalność rzek stałych i okresowych. Większość piasków na pustyniach piaszczystych powstała bowiem nie jako produkt wietrzenia skał, naniesiony przez wiatr, ale została naniesiona przez wody rzek w okresie pluwialnym. Mogą być one także nanoszone przez obecnie istniejące cieki. Niektóre pustynie (np. w Mongolii i północno-zachodnich Chinach) istniały już w pliocenie; inne powstały w plejstocenie, w okresie panowania klimatu suchego i wietrznego, a przy wzroście wilgotności klimatu dochodziło do ograniczenia ich zasięgu. Dla Sahary np. okres 40 000-25 000 p.n.e. to okres wilgotny, w którym powstały doliny rzeczne (wadi), jeziora i zasoby wód podziemnych; w okresie 20 000-17 000 p.n.e. (okres największego zasięgu lądolodu skandynawskiego w Europie) panował tam klimat suchy i wietrzny, a ok. 6000 lat p.n.e. (tzw. holoceńskie optimum klimatyczne) nastąpił wzrost wilgotności klimatu i ograniczenie zasięgu pustyni.
Wbrew powszechnej opinii powierzchnia większości pustyń nie jest piaszczysta; np. pustynie piaszczyste stanowią tylko 1/9 powierzchni Sahary, a największe obszary zajmują pustynie skaliste. W zależności od podłoża rozróżniano dawniej pustynie: kamienistą (skalistą; hamada), ciemną, o urozmaiconej rzeźbie; żwirową (rumowisk żwirowych; serir); piaszczystą (erg na Saharze, kum w Turkmenistanie); ilastą-białą pustynię szottów (wyschniętych słonych jezior), pokrytych solą zalegającą na seriach iłów; szottów z wykwitami węglanu wapnia oraz gipsu (szott, sebha na Saharze, takyr w Turkmenistanie, kewir w Iranie, playa w Ameryce Pn.). Obecnie zwraca się także uwagę na konfigurację terenu i wyróżnia: pustynie górzyste (skaliste); u ich podnóża znajdują się pedymenty (rozległe powierzchnie erozyjne) ze stożkami napływowymi żwirowymi (serir) i piaszczystymi (erg), przechodzącymi w równinne playa osadów mułowo-ilastych (w Afryce szott, sebha); pustynie wyżynne, gdzie znajdują się rumowiska żwirowe (serir); pustynie nizinne, zajęte przez pustynie piaszczyste (erg). Na pustyniach piaszczystych znajdują się zarówno piaski lotne, z których usypywane są wydmy, jak i piaski „zamarłe”, pokryte skorupą pylastą, solną lub wapienną. Do największych pustyń piaszczystych na świecie należą: Ar-Rub al-Chali na Płw. Arabskim, Wielki Erg Zachodni, Wielki Erg Wschodni i Erg Szasz na Saharze, Wielka Pustynia Piaszczysta i Wielka Pustynia Wiktorii w Australii, Takla Makan w Kotlinie Kaszgarskiej w Azji; największe obszary pustyń żwirowych i piaszczysto-żwirowych znajdują się na Saharze, Pustyni Libijskiej, Gibsona (w Australii), Gobi; a pustynie kamieniste na Saharze (Ahaggar, Tibesti, Al-Hamada al-Hamra, Tanizruft), w części Pustyni Arabskiej, na znacznych obszarach pustyni Atakama oraz pustyń Azji Środk.; pustynie ilaste zajmują rozległe tereny w Azji (m.in. Wielka Pustynia Słona).

### Gleby
Gleby pustyń są słabo wykształcone (przeważnie gleby inicjalne, szaroziemy, buroziemy), o małej zawartości materii organicznej z powodu minimalnej pokrywy roślinnej, często praktycznie pozbawione próchnicy i edafonu, martwe. W wyniku podsiąkania zawartej w nich wody i szybkiego jej wyparowywania, mogą być bogate w sole mineralne, często osadzające się na powierzchni. W efekcie gleby pustynne są często zasolone lub też występują na nich skorupy (chlorkowe, gipsowe, wapienne, laterytowe, krzemianowe). W efekcie gleba staje się toksyczna; np. na skutek zasolenia gleby chlorkiem sodu powstały pustynie bylicowe w zachodniej części Azji Środkowej i w Wielkiej Kotlinie w Ameryce Północnej.

### Flora i fauna

#### Flora
Niekorzystne dla roślin warunki klimatyczne powodują, że szata roślinna jest bardzo skąpa; istnieją nawet, choć nieliczne, pustynie całkowicie jej pozbawione (niektóre obszary afrykańskiej pustyni Namib i południowoamerykańskiej pustyni Atakama). Biomasa roślin wynosi na pustyniach średnio zaledwie 0,02 kg suchej masy na m² (od 0 do 0,2), na półpustyniach 0,7 kg (od 0,1 do 4); produkcja pierwotna na pustyniach wynosi średnio 3 g suchej masy na m² na rok (od 0 do 10), na półpustyniach 90 g (od 10 do 250). Liczba gatunków jest niewielka i wykazują one specyficzne przystosowania do środowiska pustynnego. Zależnie od lokalnego klimatu występują różne gatunki roślin, u wszystkich jednak wykształciły się adaptacje fizjologiczne i morfologiczne sprzyjające oszczędnej gospodarce wodnej (kserofityzm). Ograniczają one np. transpirację (parowanie wody) w ciągu dnia, a w nocy adsorbują możliwie duże ilości rosy; wytrzymują też długie okresy uśpienia. W skład flory pustynnej wchodzą rośliny jednoroczne, które pojawiają się w okresie opadów i wieloletnie. Rośliny jednoroczne cały cykl życiowy ograniczają do krótkotrwałego okresu opadów; rośliny wieloletnie charakteryzują się zazwyczaj silną redukcją wielkości liści lub nawet całkowitym ich brakiem, co zmniejsza tempo utraty wody. Mają też na ogół rozbudowane systemy korzeniowe, sięgające głęboko w glebę lub w szczeliny skalne.
Zagęszczenie roślin na pustyniach jest zawsze niewielkie, a poszczególne osobniki są zwykle rozmieszczone bardzo równomierne, jest to rezultat allelopatii, czyli hamowania wzrostu innych roślin przez wydzielanie do gleby substancji toksycznych. Jest to typowy przejaw osłabiania konkurencji, w tym wypadku o deficytową wodę. Rośliny pustynne znane są też z różnorodnych sposobów obrony przed roślinożercami; jest to bardzo istotne w środowisku, w którym wobec niedostatku wody i niskiej produkcji bardzo trudno jest uzupełniać straty tkanek, powstałe na skutek spasania. Najbardziej rzuca się w oczy morfologiczna przebudowa liści w skutecznie chroniące roślinę kolce i ciernie. Bardzo rozpowszechnione, ale stosunkowo słabo jeszcze poznane, są sposoby obrony chemicznej, które polegają na odkładaniu w komórkach i tkankach substancji toksycznych dla zwierząt. Wśród roślin pustynnych wyróżnia się rośliny efemeryczne (efemerydy i efemeroidy), suchorośla, sukulenty oraz słonorośla (halofity).
Rośliny efemeryczne niekorzystny okres suszy spędzają w uśpieniu. Są to albo rośliny jednoroczne, spędzające okres suszy w postaci nasion, które po deszczu bardzo szybko kiełkują, przechodzą pełny cykl rozwojowy i wydają nasiona, które mogą przetrwać nadchodzący kolejny okres suszy (efemerydy), albo też rośliny trwałe (wieloletnie). Te ostatnie okres suszy spędzają w postaci znajdujących się pod ziemią organów przetrwalnych bulw, cebul, kłączy, z których po deszczu rozwijają się części nadziemne (efemeroidy). Kserofity to rośliny trwałe, przeważnie krzewinki lub kolczaste, niskie krzewy oraz drzewa, ale także np. turzyce. Cechuje je szereg przystosowań przeciwdziałających nadmiernej transpiracji: drobne, zredukowane liście, kutynizacja epidermy, zagłębienie aparatów szparkowych, zrzucanie liści w okresie suszy. Rozległe systemy korzeniowe tych roślin sięgają głęboko w podłoże. Sukulenty to rośliny trwałe, dostosowane do środowisk ubogich w wodę, ale niebędące właściwymi kserofitami. Pobierają one podczas deszczu wodę, którą magazynują w specjalnej tkance miękiszowej znajdującej się w liściach (np. agawy, aloesy, rozchodniki) lub łodygach (np. kaktusy, wilczomlecze). Halofity to rośliny trwałe zasolonych środowisk, które mają pewne właściwości sukulentów (gromadzenie wody w tkankach) lub kserofitów. Poza tym na pustyniach mogą występować mchy, porosty, glony i sinice.

#### Fauna
Liczba gatunków zwierząt pustynnych jest niewielka, co jest rezultatem trudnych warunków życia i niewielkiej liczby nisz ekologicznych. Czynniki ograniczające to z jednej strony warunki klimatyczne (brak wody, niska wilgotność powietrza, silne nasłonecznienie, bardzo wysoka temperatura i jej duże wahania), skąpa szata roślinna (mała ilość pokarmu i kryjówek). W wypadku całkowitego braku roślinności nie występują też zwierzęta.
Zwierzęta pustyni są przeważnie nieduże, o jasnej barwie ciała; w dzień ukrywają się w norach, jamach i zagłębieniach skalnych lub zakopują się w piasku, gdzie panuje dużo niższa temperatura i większa wilgotność niż na powierzchni; nocą na pustyni panują niskie temperatury i może pojawiać się rosa, a zjadanie pokrytych nią roślin dostarcza roślinożercom wody. Rosę wykorzystują także nieliczne na pustyniach ślimaki. Tak różne zwierzęta, jak niektóre chrząszcze z rodziny czarnuchowatych (Tenebrionidae) na pustyni Namib oraz co najmniej dwa gatunki jaszczurek – australijski moloch kolczasty (Moloch horridus) i azjatycka krągłogłówka uszasta (Phrynocephalus mystaceus) – potrafią pobierać wodę spływającą z ich własnych ciał (odpowiednio rosę i wodę deszczową). Wiele gatunków zwierząt ma zdolność okresowej anabiozy. U tak różnych organizmów, jak wielbłądy, antylopa oryks arabski, skoczki pustynne, fenki (lisy pustynne), niektóre jaszczurki, a nawet niektóre chrząszcze, stopy są tak przystosowane, aby zapobiec zapadaniu się w sypkim piasku. Niektóre grupy zwierząt są jakby z góry przystosowane (preadaptowane) do życia w warunkach stałego niedoboru wody i wysokiej temperatury. Chitynowa okrywa ciała owadów oraz rogowe łuski gadów skutecznie chronią te zwierzęta przed utratą wody; także u obu tych grup wydzielanie produktów przemiany materii następuje w postaci stałej (kwas moczowy). Stosunkowo liczne są więc stawonogi, np. owady bezskrzydłe (Apterygota), szarańczaki, karaczany, pluskwiaki, mrówki, chrząszcze (np. charakterystyczne dla tych środowisk chrząszcze z rodziny czarnuchowatych), a także pajęczaki (pająki, skorpiony, solfugi). Termity, choć niewidoczne na powierzchni, stanową ważną grupę owadów na gorących pustyniach.
Wśród kręgowców wyraźnie dominującą grupą są gady – liczne gatunki jaszczurek (agam lub legwanów, waranów, gekonów, scynków), węży i żółwi. Ptaki, podobnie jak gady, prowadzą oszczędną gospodarką wodną (wydalają kwas moczowy), a poza tym mogą pokonywać długie trasy do wodopoju, ale ze względu na wysoki poziom przemiany materii wymagają dużych ilości pokarmu. Stąd ptaki takie jak stepówki (Pterocoliae), białorzytki (Oenanthe), kuropatewka pustynna (Ammoperdix heyi) i skowronik piaskowy (Ammomanes deserti) spotkać można raczej na półpustyniach; jedynie sępy zamieszkują najbardziej suche tereny pustynne. Ssaki nie są tak dobrze przystosowane do warunków życia na pustyni. Wśród ssaków pustynnych liczne są gryzonie, a także antylopy i gazele, góralki i wielbłądy; spotyka się także nietoperze, owadożerne i drapieżne (np. fenek pustynny na pustyniach Afryki Północnej i Półwyspu Arabskiego), a w Australii torbacze. Wiele gatunków prowadzi nocny tryb życia; dotyczy to zarówno kryjących się w norach gryzoni, jak i dużych zwierząt, jak oryks arabski. Wiele gatunków obywa się całkowicie bez picia. Owady i nasiona, którymi żywią się ssaki pustyni, są dla nich nie tylko pożywieniem, ale również źródłem wody. Niektóre gryzonie przestawiły się na odżywianie pokarmem zwierzęcym, co pozwala im zdobyć dodatkową ilość wody. Zapotrzebowanie na wodę u gryzoni żywiących się nasionami zaspokajane jest częściowo lub całkowicie wodą pochodzącą z przemian metabolicznych pożywienia, nazywaną wodą metaboliczną. Zwierzęta te nie pocą się, ich kał jest silnie odwodniony, a ich nerki wytwarzają mocz 3-4 razy bardziej zagęszczony niż u człowieka. Takie zwierzęta jak wielbłądy i oryks arabski są fizjologicznie przystosowane do znoszenia wysokich temperatur (bez utraty wody na chłodzenie ciała poprzez proces pocenia się). Ich organizm ulega znacznemu przegrzaniu w dzień, natomiast w nocy znacznemu wychłodzeniu, co z kolei opóźnia kolejne przegrzanie. Typowe ssaki pustyni, skoczki pustynne, to grupa odlegle lub zupełnie niespokrewnionych zwierząt (kilka grup gryzoni, owadożerne, torbacze), które są charakterystycznym przykładem konwergencji: szczuroskoczki (Heteromyidae) z obu Ameryk, myszoskoczka (Gerbillus gerbillus) z Afryki, skoczkowate (Dipodidae) – 27 gatunków z Azji i Afryki, niektóre ryjkonosy (Macroscelidae), np. ryjoskoczek (Elephantulus rozeti) z Afryki, workowate skoczki pustynne z rodzajów Sminthopsis i Antechinomys oraz podobny do nich kanguroszczur (Bettongia penicillata) z Australii. Zwierzęta te wykazują duży stopień podobieństwa morfologicznego i zachowań.
Uprawę roślin i życie osiadłe umożliwiają na obszarach pustyń i półpustyń oazy, ale i tam w określonych porach roku występują dokuczliwe burze piaskowe oraz niska wilgotność powietrza. W wielu miejscach woda pitna jest wyłącznie słona lub gorzka. Wyjątkowe suche lata, zdarzające się coraz częściej, mogą zmuszać mieszkańców do opuszczania oaz. Pustynie, ze względu na żyzne częstokroć gleby oraz duże nasłonecznienie, były od starożytności sztucznie nawadniane i wykorzystywane rolniczo, dając bardzo wysokie plony. Wymaga to jednak ogromnych nakładów i grozi zasoleniem gleb na skutek szybkiego parowania dostarczanej wody (salinizacja). Ruiny dawnych cywilizacji wskazują, jak ryzykowne są takie działania. Pasterskie wykorzystanie terenów na obrzeżach pustyń sprawia, że w czasie suchych lat nomadzi, nie mogąc przemieszczać się na bardziej wilgotne tereny zajęte obecnie pod uprawę, pozostają ze swoimi stadami na miejscu, co przyczynia się do całkowitego zniszczenia skąpej roślinności i do przyspieszenia pustynnienia tych terenów. Pustynie amerykańskie od dawna są niszczone przez człowieka; samochody terenowe mechanicznie niszczą roślinność pustynną, której regeneracja trwa wiele lat; kłusownicy i kolekcjonerzy kaktusów doprowadzili do zagłady wielu rzadkich gatunków zwierząt i roślin. Rezydencje budowane na pustyni zużywają ogromne ilości wody, pogłębiając jej deficyt. Z kolei w dorzeczu Syr-darii intensywna uprawa bawełny, wymagająca sztucznego nawadniania, spowodowała katastrofalny deficyt wody i obniżenie się poziomu Morza Aralskiego o 14 m w latach 1950–1980, a w konsekwencji załamanie rybołówstwa, przekształcenie odsłoniętego dna w słoną pustynię i narażenie okolicznych terenów na nawiewanie soli oraz trucizn (insektycydy nanoszone są do jeziora przez rzeki). Pustyniom zawdzięczamy powstanie niezwykle urodzajnych gleb lessowych; na ich obrzeżach pył lessowy był nawiewany z obszarów pustynnych głównie w okresach glacjalnych plejstocenu (np. lessy Wyżyny Lessowej w Chinach pochodzą z pustyń Mongolii).

### Klimat
Pustynie i półpustynie kontynentalne (chłodne) leżą w głębi platform kontynentalnych, w ciepłej strefie klimatu umiarkowanego, mającego charakter skrajnie kontynentalny. Lato jest gorące, temperatura dochodzi na niektórych obszarach do 40, a nawet 50 °C; zima bywa mroźna, temperatura obniża się do kilkunastu stopni poniżej zera, niekiedy nawet dochodzi do –40 °C, ze skąpym opadem śniegu; wiosną wody roztopowe umożliwiają tworzenie się efemerycznej, szybko zanikającej pokrywy roślinnej. Roczna suma opadów wynosi od kilkudziesięciu do 200–300 mm, przy czym większość opadów przypada na wiosnę, podczas której następuje najbujniejszy rozwój roślinności, głównie efemeryd. Pokrywa roślinna jest lepiej rozwinięta niż na pustyniach gorących, stąd właściwych pustyń chłodnych jest stosunkowo niewiele (są np. w Azji Centralnej); większość obszarów ma charakter półpustynny i stopniowo przechodzi w otaczające je suche stepy. Dlatego brak jest charakterystycznych gatunków roślin pustynnych, a różnice między poszczególnymi strefami mają raczej charakter ilościowy, a nie jakościowy. W porównaniu z pustyniami gorącymi zaznaczają się pewne różnice w charakterze roślinności; z powodu mrozów zimowych na pustyniach chłodnych zupełnie brak jest sukulentów, a rośliny drzewiaste tracą liście na zimę.
W Europie obszar pustyń i półpustyń jest ograniczony do rejonu Niziny Nadkaspijskiej, z opadami rocznymi 160–250 mm, temperaturą latem 22–24 °C, glebami często zasolonymi i porośniętymi zespołami bylicowo-trawiastymi, halofitami i drzewami (np. wierzby i topole). Największe obszary chłodnych pustyń i półpustyń znajdują się w Azji, gdzie zajmują środkową część kontynentu, od Niziny Nadkaspijskiej na zachodzie po pustynię Gobi i Ordos na wschodzie. Wykazują one znaczne zróżnicowanie klimatyczne, glebowe i duże zasolenie podłoża. Niektóre obszary pustyń leżą na znacznej wysokości n.p.m. Granica pomiędzy pustyniami chłodnymi i gorącymi nie jest ostra; przyjmuje się, że wyznacza ją zasięg palmy daktylowej (Phoenix dactylifera), która nie może rosnąć na terenach z długimi okresami ujemnych temperatur. W Azji wyróżnić można dwa wielkie obszary pustyń chłodnych: środkowoazjatycki (pustynie irano-turańskie i kazasko-dżungarskie), które łączą się z gorącymi pustyniami afrykańsko-arabsko-indyjskimi, oraz centralnoazjatycki, obejmujący wyżynne i górskie rejony Azji Centralnej, w tym pustynie Tybetu leżące na średniej wysokości 4600 m n.p.m.
W Ameryce Północnej pustynie chłodne zajmują obszary między Sierra Nevada i Górami Kaskadowymi a Górami Skalistymi. Lata są gorące, a zimy z długimi okresami ujemnych temperatur, i z opadami śniegu. Roślinność jest uboga i mało zróżnicowana; wyróżnia się pustynie bylicowe (z dominującym gatunkiem Artemisia tridentata, bylicą trójzębową), pustynie łobodowe, krzewiaste oraz drzewiasto-krzewiaste, a na glebach alkalicznych alkaliczne pustynie łobodowe. W Ameryce Południowej zbliżone do chłodnych półpustyń są niektóre formacje roślinne na obszarze Patagonii, trawiaste lub krzewiaste. Ingerencja człowieka na chłodnych pustyniach i półpustyniach jest znaczna, gdyż pokrywa roślinna jest na nich zdecydowanie bogatsza niż na pustyniach gorących.

## Pustynie piaszczyste według położenia geograficznego

### Azja
Gobi (2 000 000 km²), Takla Makan, Kyzył-kum, Kara-kum, Mujun-kum, Saryjesyk Atyrau, Registan, Thar (Wielka Pustynia Indyjska) (238 700 km²), Thal, Wielka Pustynia Słona (Iran), Syryjska, Wielki Nefud, Mały Nefud, Ar-Rab al-Chali, Ałaszan, Ordos (Chiny), Pustynia Lut (płd.-wsch. Iran), Negew (13 000 km²), Pustynia Cubiego, Aral-kum (wyschnięta część Jeziora Aralskiego)

### Afryka
Sahara (9 064 300 km²), Wielki Erg Zachodni, Wielki Erg Wschodni, Libijska, Zachodnia, Wschodnia, Arabska, Nubijska, Al-Hamada al-Hamra, Kalahari (1 800 000 km²), Namib, Al-Dżafur,

### Ameryka Północna
Wielka Pustynia Słona (Stany Zjednoczone) (10 300 km²), Mojave, Bolsón de Mapimí, Anza-Borrego, Sonora, Zatoki Kalifornijskiej, Chihuahua (USA, Meksyk)

### Ameryka Południowa
Patagońska (670 000 km²), Atakama (45 000 km²), Sechura

### Australia
Wielka Pustynia Piaszczysta (360 000 km²), Tanami, Simpsona, Gibsona, Wielka Pustynia Wiktorii, Mała Pustynia Piaszczysta, Strzeleckiego

### Europa
Pustynia Błędowska (33 km²), Pustynia Siedlecka i Pustynia Kozłowska (Polska), Tabernas (płd.-wsch. Hiszpania)